# آلما (خواننده فرانسوی)
آلما (به انگلیسی: Alma) (زاده ۲۷ سپتامبر ۱۹۸۸) خواننده افرانسوی است.
او در مسابقه آواز یوروویژن ۲۰۱۷ نماینده فرانسه بود .